# Shigetane Ishiwata
Shigetane Ishiwata (jap. 石渡繁胤 Ishiwata Shigetane; ur. w październiku 1868 w prefekturze Kanagawa, zm. 1941) – japoński biolog.
Doktor nauk rolniczych (Nogaku Hakushi). Od 1896 pracownik Instytutu Jedwabniczego w Tokio. W 1901 roku badając przyczynę choroby jedwabników odkrył bakterię, którą Iwabuchi w 1908 roku nazwał Bacillus sotto. W 2001 roku odkrycie Ishiwaty uhonorowano okolicznościowym sympozjum w Tokio.